# Cremnops guanicanus
Cremnops guanicanus är en stekelart som först beskrevs av Albert Burke Wolcott 1924.  Cremnops guanicanus ingår i släktet Cremnops och familjen bracksteklar. Inga underarter finns listade i Catalogue of Life.